# Basville
Basville [bavil] est une commune française située dans le département de la Creuse en région Nouvelle-Aquitaine.

## Géographie
Commune à l'est du département de la Creuse, dans le canton de Crocq, limitrophe du département du Puy-de-Dôme (commune de Giat). Les principales activités y sont l'élevage et le bois (avec une scierie). Plusieurs rivières, la Tardes, le Chavanon et le Tix, traversent la commune. La Tardes y prend d'ailleurs sa source.
La commune fait partie du parc naturel régional de Millevaches en Limousin.
| Saint-Oradoux-près-Crocq | La Villeneuve       | La Mazière-aux-Bons-Hommes |
| Crocq                    | Basville            | La Celle Puy-de-Dôme       |
| Flayat                   | Fernoël Puy-de-Dôme | Giat Puy-de-Dôme           |

### Hameaux de la commune
- Beaume
- Dimpoux
- Lachaud (village détruit, à côté de l'étang du même nom)
- La Gorsse (hameau détruit de la paroisse de Saint-Alvard)
- La Mazerette
- La Mazière aux Picauds
- La Prugne (village détruit)
- Larfeuille
- Laudeux-Couturier
- Laudeux-Piatoux
- Lavaudemergue (Lavaud de Mergue, dispose d'un souterrain inexploré)
- La Vilatte
- Le Chez (Le Chier en 1713)
- Le Layrit
- Le Moulin de Basville
- Le Rondet (village détruit)
- Les Chaumettes
- Les Farges
- Les Huillards
- Pompignat
- Pompignaguet
- Pindogne
- Pompignat
- Saint-Alvard

### Climat
Pour des articles plus généraux, voir Climat de la Nouvelle-Aquitaine et Climat de la Creuse.
Historiquement, la commune est exposée à un climat montagnard.  
En 2020, Météo-France publie une typologie des climats de la France métropolitaine dans laquelle la commune est exposée à un climat de montagne et est dans la région climatique  Ouest et nord-ouest du Massif Central, caractérisée par une pluviométrie annuelle de 900 à 1 500 mm, maximale en automne et en hiver.
Pour la période 1971-2000, la température annuelle moyenne est de 9 °C, avec  une amplitude thermique annuelle de 14,9 °C. Le cumul annuel moyen de précipitations est de 1 002 mm, avec 12,5 jours de précipitations en janvier et 8,1 jours en juillet. Pour la période 1991-2020, la température moyenne annuelle observée sur la station météorologique la plus proche, située sur la commune de Néoux à 12 km à vol d'oiseau, est de 10,2 °C et le cumul annuel moyen de précipitations est de 977,8 mm,. Pour l'avenir, les paramètres climatiques de la commune estimés pour 2050 selon différents scénarios d’émission de gaz à effet de serre sont consultables sur un site dédié publié par Météo-France en novembre 2022.

## Urbanisme

### Typologie
Au 1er janvier 2024, Basville est catégorisée commune rurale à habitat très dispersé, selon la nouvelle grille communale de densité à 7 niveaux définie par l'Insee en 2022.
Elle est située hors unité urbaine et hors attraction des villes,.

### Occupation des sols
L'occupation des sols de la commune, telle qu'elle ressort de la base de données européenne d’occupation biophysique des sols Corine Land Cover (CLC), est marquée par l'importance des territoires agricoles (51,9 % en 2018), une proportion sensiblement équivalente à celle de 1990 (51,4 %). La répartition détaillée en 2018 est la suivante : 
forêts (45,7 %), prairies (40,6 %), zones agricoles hétérogènes (11,3 %), milieux à végétation arbustive et/ou herbacée (1,4 %), eaux continentales (1,1 %). L'évolution de l’occupation des sols de la commune et de ses infrastructures peut être observée sur les différentes représentations cartographiques du territoire : la carte de Cassini (XVIIIe siècle), la carte d'état-major (1820-1866) et les cartes ou photos aériennes de l'IGN pour la période actuelle (1950 à aujourd'hui).

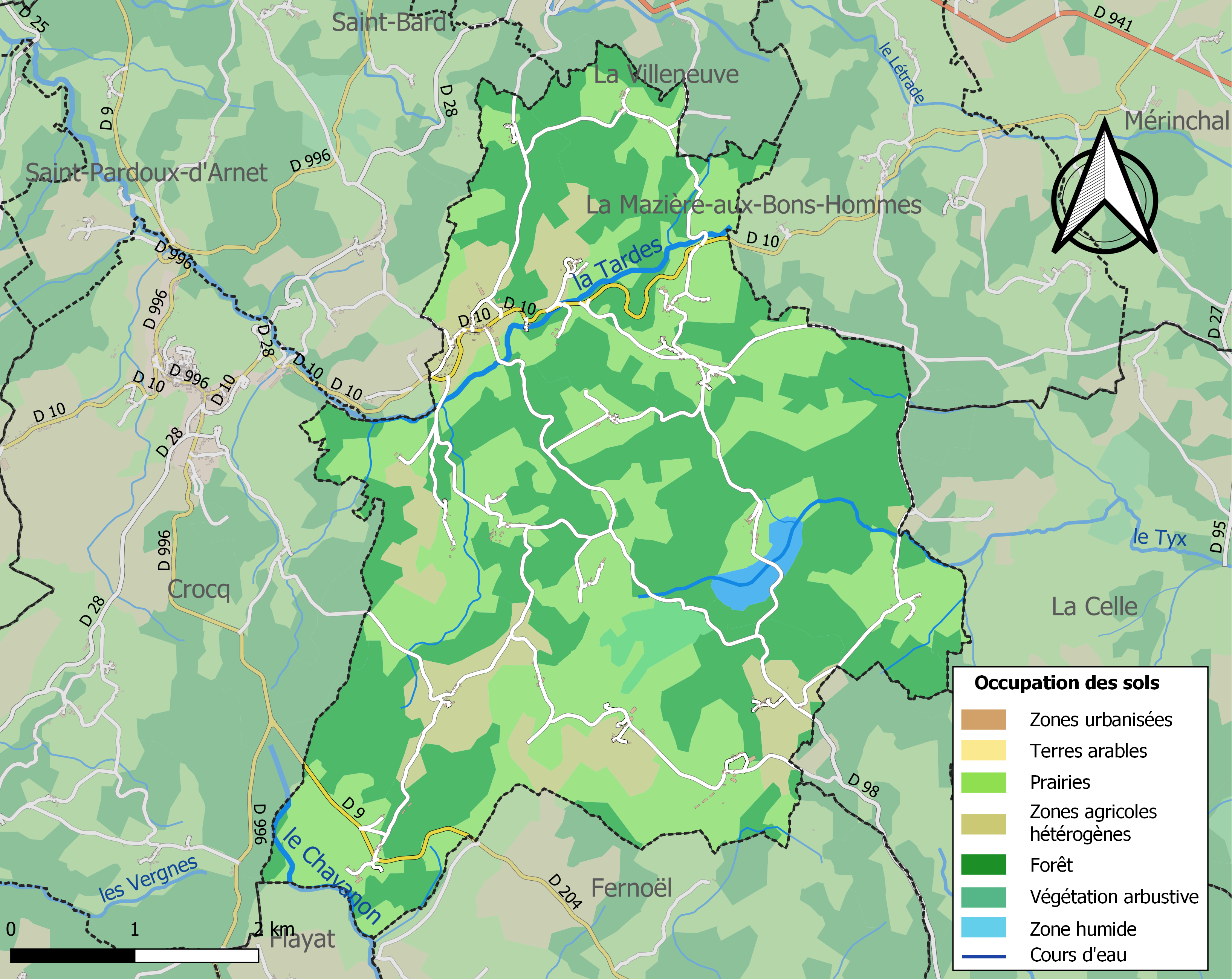
Carte des infrastructures et de l'occupation des sols de la commune en 2018 (CLC).

### Risques majeurs
Le territoire de la commune de Basville est vulnérable à différents aléas naturels : météorologiques (tempête, orage, neige, grand froid, canicule ou sécheresse) et séisme (sismicité faible). Il est également exposé à un risque particulier : le risque de radon. Un site publié par le BRGM permet d'évaluer simplement et rapidement les risques d'un bien localisé soit par son adresse soit par le numéro de sa parcelle.

#### Risques naturels

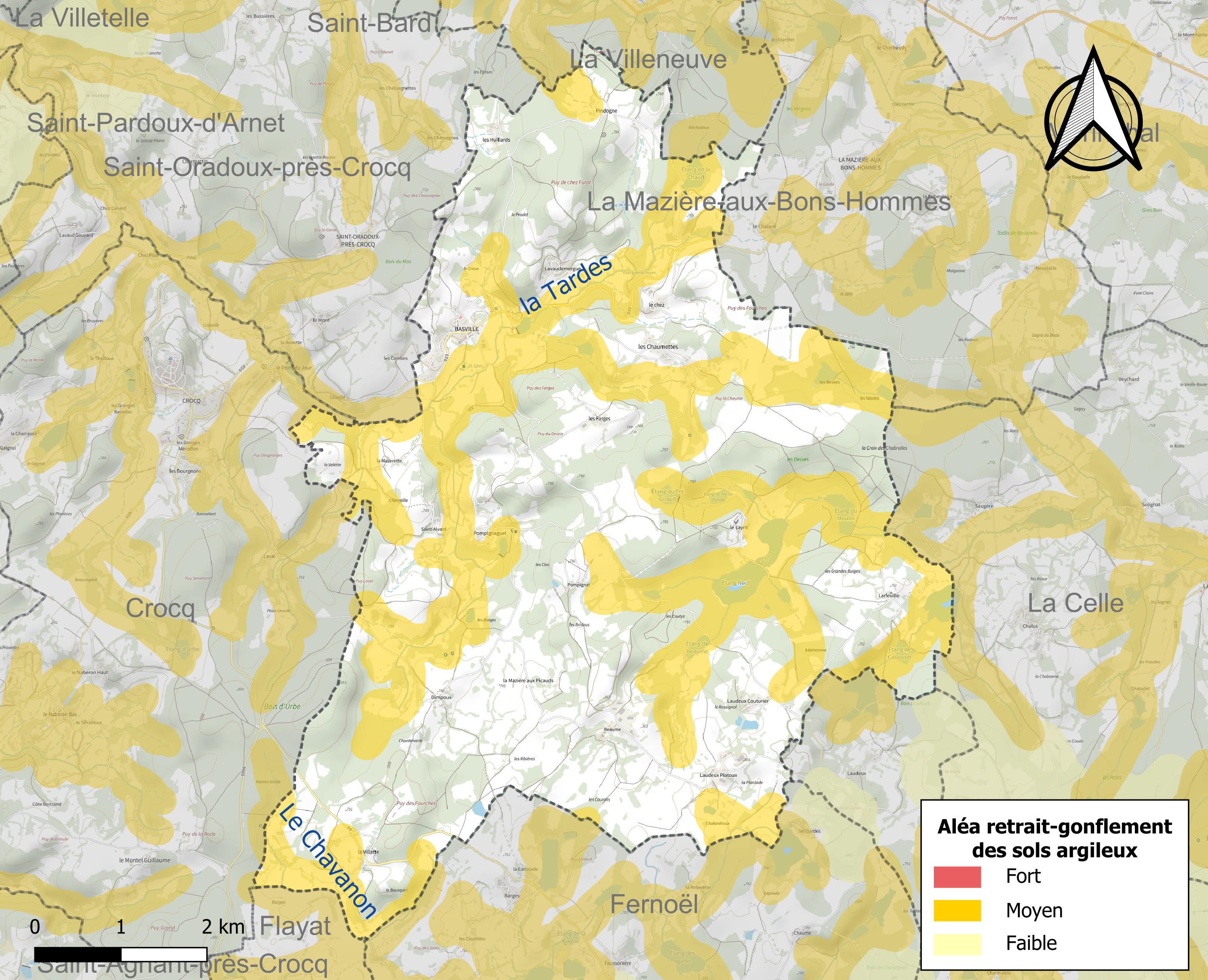
Carte des zones d'aléa retrait-gonflement des sols argileux de Basville.

Le retrait-gonflement des sols argileux est susceptible d'engendrer des dommages importants aux bâtiments en cas d’alternance de périodes de sécheresse et de pluie. 36,8 % de la superficie communale est en aléa moyen ou fort (33,6 % au niveau départemental et 48,5 % au niveau national). Sur les 161 bâtiments dénombrés sur la commune en 2019,  25 sont en aléa moyen ou fort, soit 16 %, à comparer aux 25 % au niveau départemental et 54 % au niveau national. Une cartographie de l'exposition du territoire national au retrait gonflement des sols argileux est disponible sur le site du BRGM,.
Par ailleurs, afin de mieux appréhender le risque d’affaissement de terrain, l'inventaire national des cavités souterraines permet de localiser celles situées sur la commune.
La commune a été reconnue en état de catastrophe naturelle au titre des dommages causés par les inondations et coulées de boue survenues en 1982 et 1999. Concernant les mouvements de terrains, la commune a été reconnue en état de catastrophe naturelle au titre des dommages causés par des mouvements de terrain en 1999.

#### Risque particulier
Dans plusieurs parties du territoire national, le radon, accumulé dans certains logements ou autres locaux, peut constituer une source significative d’exposition de la population aux rayonnements ionisants. Certaines communes du département sont concernées par le risque radon à un niveau plus ou moins élevé. Selon la classification de 2018, la commune de Basville est classée en zone 3, à savoir zone à potentiel radon significatif.

#### Transports en commun
- Réseau TransCreuse

## Toponymie
Le nom de Basville est attesté sous la forme Basvila en 1373, Bassavilla en 1392.
Il s'agit d'une formation médiévale en -vil(l)a « domaine rural, village », précédée de l'adjectif féminin auvergnat bassa « basse » et de vila « village » ou d'un nom de personne germanique comme c'est plus généralement le cas pour ce type de formation toponymique, ici peut-être Baso, d'où le sens global de « ferme de Baso ». Remarque : Les formations anciennes en -ville (autrement -viale, -vielle, -fielle) sont rares dans le domaine de la langue d'oc, sauf autour de Toulouse.

## Le territoire de la commune
La commune de Saint-Alvard est rattachée à Basville par ordonnance royale du 14 décembre 1836. La commune de La Villeneuve est détachée de la commune de Basville le 1er février 1867 en raison de sa « garnison », — elle dispose d'une brigade de gendarmerie et d'un relais de poste entre Angoulême et Lyon. Le 23 juillet 1870, un décret retire à La Villeneuve les hameaux des Huillards et de Pindogne, qui sont réunis à la commune de Basville.

## Histoire

### Moyen Âge et époque moderne
Avant la Révolution, la paroisse de Basville faisait partie du Franc-Alleu et de l'élection de Combrailles. De même, le prieuré appartenait à l'archiprêtré d'Herment et dépendait de l'abbaye des bénédictins de Saint-Alyre, à Clermont-Ferrand. Plusieurs noms de prieurs nous sont connus : Jean Bel (1278), Guillaume Mazier (1399), Jean Molle (1499), Nicolas Bruxe (1525), Antoine Bompard, moine de Saint-Alyre (1790). Parmi les vassaux du chapitre d'Herment, on signale le « mas de Prugne », dans la paroisse de Basville, possédé en 1350 par Hugues et Guillaume Roger, bourgeois d'Herment, et le « mas de la Gorsse », avec son étang et son moulin, dans la paroisse de Saint-Alvard, dont Pierre Roger est le seigneur en 1333, Pierre de Courtes en 1350.
En 1357-1358, le revenu fiscal était, dans le prieuré de Basville, de 60 livres tournois, pour un revenu brut évalué au XVe siècle à 93 livres tournois. Dans les années 1358-1368, le montant de la dîme s'élevait en moyenne, dans la paroisse de Saint-Alvard, à 70 setiers, contre 31 setiers pour la taille royale — en adoptant comme valeur du setier 15 sous, valeur moyenne pour la seconde moitié du XVe siècle. Parmi les impôts seigneuriaux, on signale à la fin du Moyen Âge et au début de l'époque moderne, un droit de « nopces » à « Arfeuille » (Larfeuille). De même, les habitants des Huillards devaient aller faire cuire leur pain au four banal de La Villeneuve, dépendance de la baronnie de Crocq ; d'après le terrier de 1521, ils ont racheté ce droit — qui représente une charge assez lourde — en payant 1 setier de seigle par an, un « chiffre relativement élevé par rapport à leur redevance totale ».
Lors de la fondation de la chapelle Sainte-Magdeleine de l'église d'Herment, en 1290, une rente fut assignée pour la desservir sur le village du Leyrit (Le Layrit). Une petite seigneurie, peut-être détachée d'Herment, y fut créée ; son revenu était évalué à 30 livres en 1551. Propriété des marquis de Lestrange au XVIIe et au XVIIIe siècle,, elle fut vendue avant le 23 mars 1773 33 000 livres à Gaspard de Courtille.

### Époque contemporaine
En 1789, Basville fait partie des possessions de la famille du marquis Léonard d'Ussel, baron de Châteauvert et de Crocq.
Sous la Révolution, Basville prend le nom de Liberté-sur-Cher, à la suite du décret de la Convention nationale du 25 vendémiaire an II (16 octobre 1793), « relatif aux changements de noms de différentes communes ». En 1801, elle a retrouvé son nom originel.
À la fin du XIXe siècle, la société Chapal crée une usine spécialisée dans le traitement des peaux de lapin au lieu-dit Le Point du jour, dans la commune de Crocq ; les responsables de cette entreprise bâtissent des maisons bourgeoises dans le bourg de Basville, tandis que les ouvriers logent à Crocq,.

### Migrations
La commune a participé au phénomène des maçons de la Creuse, comme en témoigne le cas de Pierre Meyrand, « maçon l'été et scieur de bois à l'occasion pendant l'hiver », qui parcourt le Périgord pendant six ans au XVIIIe siècle, ou celui de Jean Ramet, « forgeur » en 1836, « maître-maçon » en 1838, « entrepreneur » en 1843, et de Pierre Ramet, « maître-maçon », « entrepreneur de bâtiment » et « entrepreneur de travaux publics » en 1840, à Saint-Bonnet-le-Château.

### Enseignement
En 1833, la loi Guizot organise l'enseignement primaire. Le 15 février 1843, le conseil académique de Limoges décerne à l'instituteur de la commune de Basville, M. Dumazet, une « mention honorable » pour s'être distingué dans l'exercice de ses fonctions.

## Politique et administration
| Période                                  | Période   | Identité                                      | Étiquette | Qualité                    |
| ---------------------------------------- | --------- | --------------------------------------------- | --------- | -------------------------- |
| mars 2001                                | mars 2014 | Alain Pigeon                                  | DVG       |                            |
| mars 2014                                | En cours  | Daniel Ferrier Réélu pour le mandat 2020-2026 | SE        | Retraité Fonction publique |
| Les données manquantes sont à compléter. |           |                                               |           |                            |

## Démographie
Basville comptait 39 feux en 1357, 131 en 1750, 140 en 1764.

L'évolution du nombre d'habitants est connue à travers les recensements de la population effectués dans la commune depuis 1793. Pour les communes de moins de 10 000 habitants, une enquête de recensement portant sur toute la population est réalisée tous les cinq ans, les populations de référence des années intermédiaires étant quant à elles estimées par interpolation ou extrapolation. Pour la commune, le premier recensement exhaustif entrant dans le cadre du nouveau dispositif a été réalisé en 2005.

En 2022, la commune comptait 167 habitants, en évolution de +3,73 % par rapport à 2016 (Creuse : −3,32 %, France hors Mayotte : +2,11 %).
| 1793 | 1800 | 1806  | 1821  | 1831 | 1836 | 1841  | 1846  | 1851  |
| ---- | ---- | ----- | ----- | ---- | ---- | ----- | ----- | ----- |
| 783  | 781  | 1 090 | 1 102 | 957  | 965  | 1 180 | 1 196 | 1 212 |

| 1856  | 1861  | 1866  | 1872 | 1876 | 1881 | 1886 | 1891 | 1896 |
| ----- | ----- | ----- | ---- | ---- | ---- | ---- | ---- | ---- |
| 1 144 | 1 062 | 1 093 | 744  | 704  | 707  | 682  | 719  | 657  |

| 1901 | 1906 | 1911 | 1921 | 1926 | 1931 | 1936 | 1946 | 1954 |
| ---- | ---- | ---- | ---- | ---- | ---- | ---- | ---- | ---- |
| 601  | 666  | 673  | 566  | 547  | 517  | 490  | 446  | 366  |

| 1962 | 1968 | 1975 | 1982 | 1990 | 1999 | 2005 | 2006 | 2010 |
| ---- | ---- | ---- | ---- | ---- | ---- | ---- | ---- | ---- |
| 323  | 306  | 300  | 274  | 224  | 195  | 184  | 181  | 174  |

| 2015 | 2020 | 2022 | - | - | - | - | - | - |
| ---- | ---- | ---- | - | - | - | - | - | - |
| 162  | 167  | 167  | - | - | - | - | - | - |

## Lieux et monuments

### Vestiges antiques

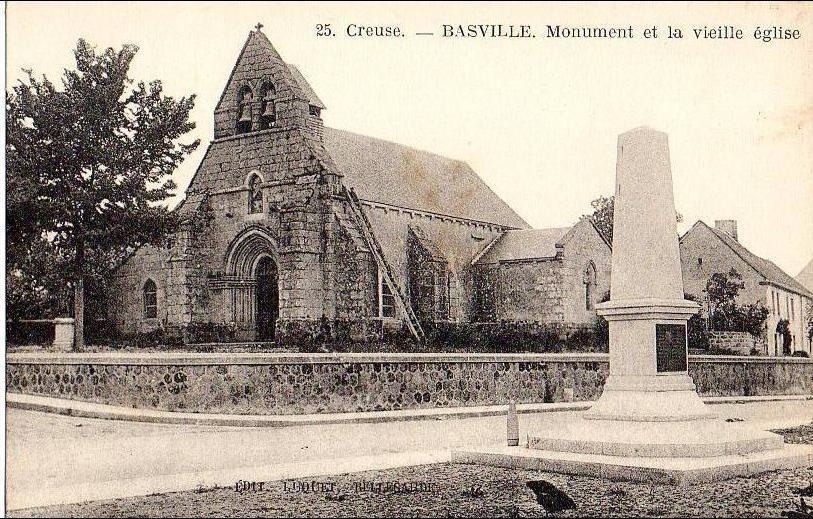
Carte postale de l'église vers 1920.

- Le dolmen d'Urbe, dans le bois d'Urbe, à mi-chemin entre le village de Laval (commune de Crocq), et le hameau de Dimpoux, dans la commune de Basville. Bien que la commune de Crocq le considère quelquefois comme faisant partie de son patrimoine, il est en fait situé dans la commune de Basville, et plus particulièrement sur le territoire de l'ancienne commune de Saint-Alvard. Ce dolmen était communément désigné dans le pays sous le nom de « la Pierre levée ». Le premier à l'avoir décrit, Jean-François Barailon l'a présenté dans ses Recherches sur plusieurs monuments celtiques et romains (1806, p. 46) comme le tombeau d'un général gaulois. De forme ovalaire, il est formé d'une table en granulite de forme hexagonale de 3 mètres de long sur 2,40 mètres de large et repose sur 7 supports plus ou moins déplacés de 1,15 à 1,25 mètre de hauteur sur 0,5 à 1 mètre de largeur, la chambre, plus basse que le sol environnant, étant de 1,25 mètre de hauteur[52],[53]. Les jeunes filles qui voulaient se marier dans l'année se jetaient du haut dolmen pour être sûres d'en trouver un[54].
- Un four de potier gallo-romain à La Vilatte[55].

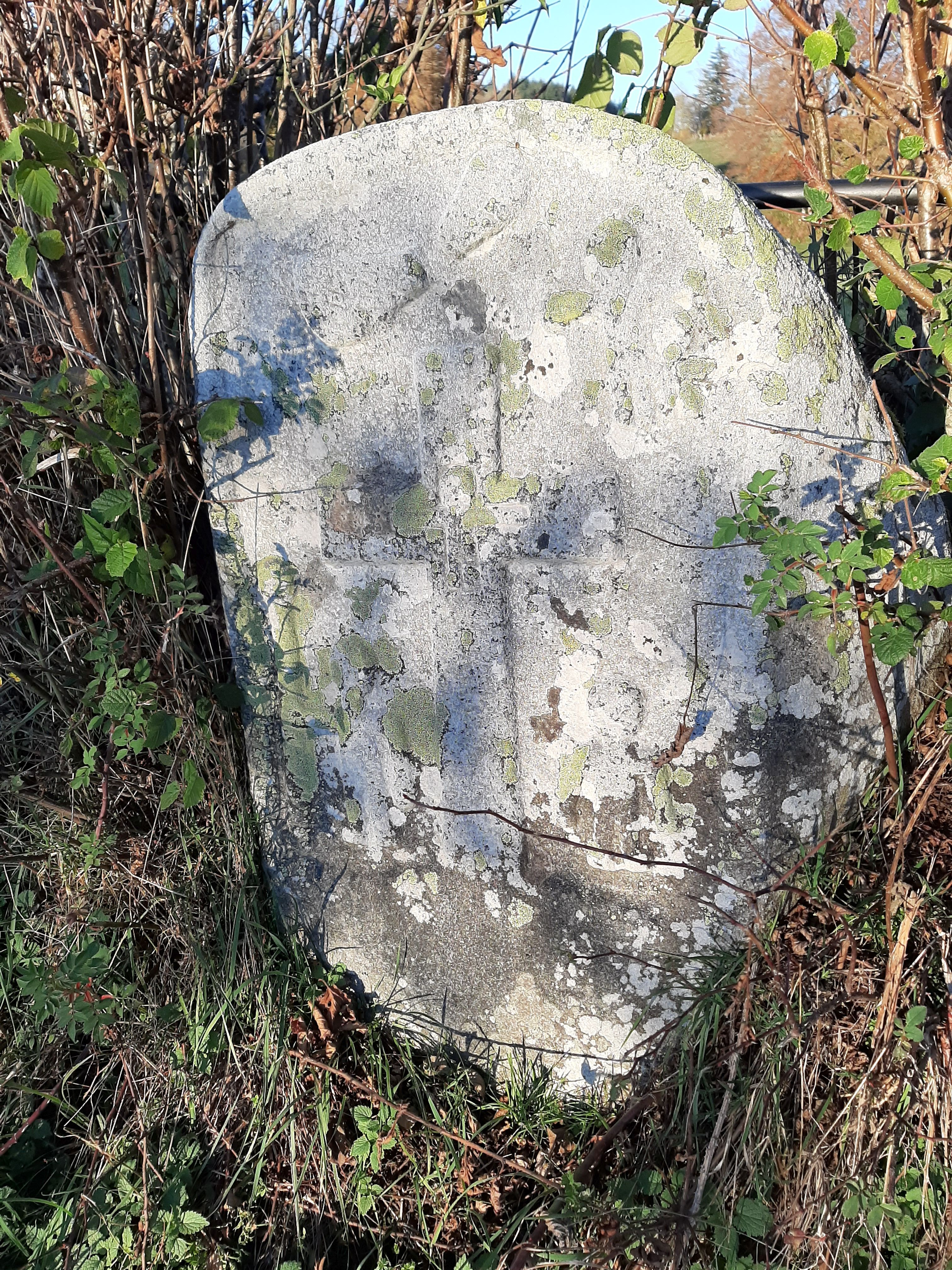
Pierre gravée des Quatre Evangélistes

- Pierre gravée des Quatre EvangélistesUne pierre en granit sculpté dite Tétramorphe est située au croisement de deux chemins à la sortie du bourg. D'une hauteur d'environ 70 cm, elle figure une croix autour de laquelle sont représentés sous leur forme allégorique les quatre évangélistes, dans un style du haut Moyen-âge.

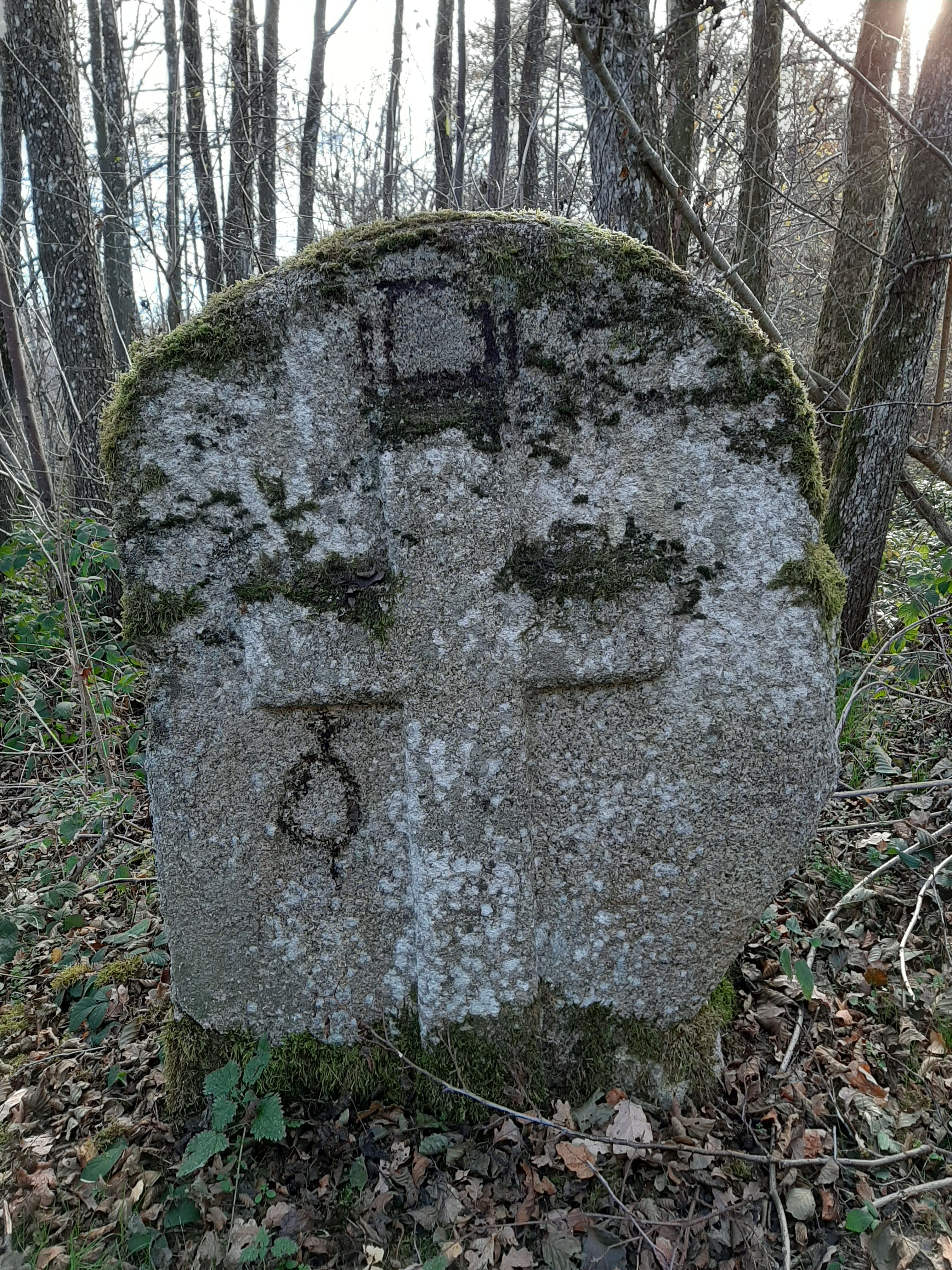
Pierre gravée Basville

- Pierre gravée BasvilleUne autre pierre gravée en granit, d'une hauteur d'environ 80 cm est située au bord d'un chemin forestier. Cette pierre représente une croix sur toute sa hauteur  ainsi que deux formes taillées en creux: un carré situé au-dessus de la croix, dont les deux côtés verticaux sont marqués d'un trait double et une forme de goutte surmontée elle-même d'une petite croix, à gauche de la croix principale. De facture moins détaillée que la précédente, cette pierre pourrait être aussi ancienne. Une légende raconte qu'un homme s'était arrêté pour boire de l'eau. L'eau, trop froide, l'aurait tuée. C'est en souvenir que la pierre aurait été installée à cet emplacement. Lors de travaux de consolidation, le poids de cette pierre a été estimé à plus d'une tonne.

### Édifices religieux

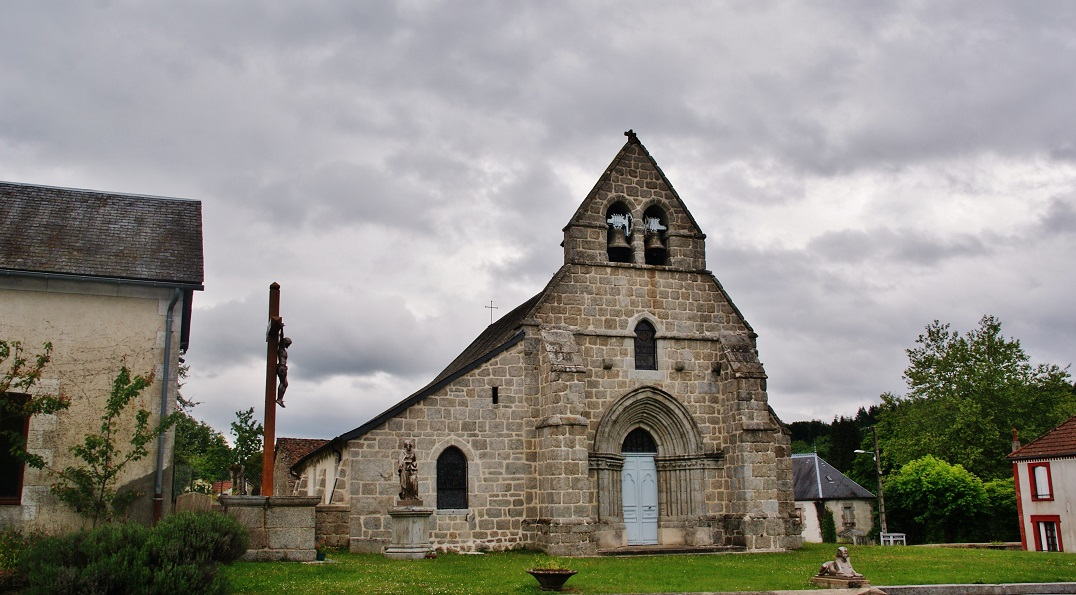
L'église Sainte-Anne.

- Église romane de Saint-Alvard, donnée en 1249 au chapitre d'Herment, qui en a nommé le curé jusqu'en 1789. La paroisse de Saint-Alvard a été réunie à celle de Basville le 14 décembre 1836.
- Église Saint-Allyre-Sainte-Anne de Basville, datant du XIIe siècle et remaniée au XVe siècle, dans le bourg. On connaît plusieurs de ses curés : Pierre du Chier en 1625, Jacques Labas en 1641, Gorsse en 1687, Chinchaux en 1710. En 1641, il y avait une communauté de cinq prêtres. Deux tabernacles ont fait l'objet de descriptions[56]. La Façade et clocher ont été inscrits aux monuments historiques par arrêté du 15 juin 1926[57] . Cette église a la particularité d'avoir son chœur orné d'une mosaïque de Nevers réalisée en 1918, don de Henri et Daisy Chapal. Elle abrite également un baptistère monolithe. De fouilles archéologiques entreprises au début des années 2000 ont révélé, de chaque côté de l'église, des tombes constituées de sarcophages mérovingiens (actuellement enfouis).

### Édifices et monuments civils
- Jean-François Barailon signale une pyramide de quatre mètres de haut « parfaitement taillée » au-dessus de la source de la Tardes, au hameau de Lavaudemergue[58].
- Le château de Basville[59], ancienne construction largement remaniée au XIXe siécle par les propriétaires de la société Chapal.
- Le château du Layrit[60].
- Plusieurs moulins à eau.
- Un souterrain-refuge est signalé au hameau de Lavaudemergue[61].
- Le monument aux morts, comprenant 22 noms de soldats tués durant la Première Guerre mondiale[62].

## Personnalités liées à la commune
- Joseph Cornudet des Chaumettes (1755-1834), seigneur des Chaumettes et des Farges, député à l'Assemblée législative (1791), membre du Conseil des Anciens (1797), sénateur (1799), comte de l'Empire (1808), grand Officier de la Légion d'honneur, pair de France (1814 et 1819), député à la chambre pendant les Cent-Jours (1815).
- Georges Nigremont situe une partie de son roman Jeantou, le maçon creusois à Basville.
- Alfred Assolant dans son roman François Buchamor : récits de la vieille France (1873) cite page 9 le village de "Bâville" près de Crocq.